# Пуруандиро
Пуруандиро (исп. Puruándiro) — город и муниципалитет в штате Мичоакан, расположенный на севере штата. По данным переписи 2020 года население города составляет 29 144 человека.

## Этимология
Своё название город получил от слова пурепечей *Purhuandirhu*, что означает «место воды, где отдыхает огонь» или «место горячей воды». Это связано с обилием местных источников тёплой минеральной воды, богатой серой и другими полезными веществами, которую жители используют для купания, стирки и релаксации.

## География
Город расположен в горной местности на высоте около 1890 метров (6200 футов) над уровнем моря, в 20°05′17″ с. ш. 101°30′57″ з. д., примерно в 150 км к югу от столицы федерального округа. Климат умеренный, с дождями летом. Среднегодовая температура — около +20 °C, минимальная — до +1 °C зимой, максимальная — до +31 °C летом.

## Демография
По данным XIV Всемирной переписи населения и жилищного фонда (2020), население города составляет 29 144 человек, что делает его 16-м по численности населённым пунктом штата Мичоакан.

### Религия
Подавляющее большинство населения (около 97 %) исповедует католичество. Остальные придерживаются протестантских конфессий, свидетелей Иегови, других верований или являются атеистами.

### Этнический состав
Согласно переписи 1990 года, в муниципалитете проживало 213 человек, говорящих на языке пурепеча.

## Экономика и достопримечательности
Основными источниками дохода населения являются сельское хозяйство, животноводство, ремёсла и туризм. Город славится своими термальными источниками, особенно популярны термы «Лос Аркос» (Los Arcos).
Центр города украшен деревянной беседкой, установленной в 1565 году, хотя точная дата основания не подтверждена. В окрестностях находятся скверы имени Ласаро Карденаса и Морелоса, где установлен бюст известного мексиканского повстанца Хосе Мария Морелос.

### Дворец Пуруандиро

Дворец в Пуруандиро

Дворец Пуруандиро (исп. Palacio Municipal de Puruándiro) — это административное здание муниципалитета Пуруандиро, оно служит местом работы городского правительства и резиденцией мэра. Дворец был построен в колониальный период и является частью исторического наследия города. Хотя точная дата его строительства неизвестна, здание сохранило свой традиционный стиль, характерный для архитектуры региона. Здание выполнено в классическом стиле, характерном для муниципальных зданий Мексики. Оно имеет деревянные балконы, высокие потолки и внутренний дворик. Как и большинство зданий в городе, оно построено из адобе (саманный кирпич) и покрыто черепичной крышей, что придаёт ему типичный вид мексиканского провинциального городка. На фасаде здания расположена башня с часами и колоколом, которая часто становится символом города. Эта деталь также привлекает внимание туристов и жителей. Расположен рядом с главной площадью города — Plaza Principal или Plaza Ignacio López Rayón, где проходят основные торжественные мероприятия и праздники, такие как День независимости Мексики, фестивали и рынки.

## Города-побратимы
Валье-де-Сантьяго, штат Гуанахуато, Мексика
Ангамакутиро, штат Мичоакан, Мексика